# عشبة المن
عشبة المَنّ أو الحُلوَة (الاسم العلمي: Glyceria)، جنس نباتات عشبية من فصيلة النجيلية واسعة الانتشار، توجد في أوراسيا وإفريقيا وآسيا وأستراليا والأمريكتين.